# ミステイクン・ポイント
ミステイクン・ポイント（英語: Mistaken Point）はニューファンドランド島のアバロン半島の南東端に位置する海岸沿いの崖にある化石産出地と生態系保護区。1967年にインドの留学生シヴァ・バラク・ミスラによって最初に発見された。なお、同年の6月にはこの地域から新種の古生物の化石を発見しており、2007年に彼に因んでフラクトフスス・ミスライと命名された。
ミステイクン・ポイントは世界で最も重要な化石地域の一つであり、カンブリア爆発より前のエディアカラ紀中期の5.8億年前から5.6億年前のエディアカラ生物群の化石が豊富に埋蔵されている。特に原始的な動物のランゲオモルフの化石が多く、生存時のままで火山灰に埋もれたため、「エディアカラのポンペイ」とも呼ばれる。
2016年の第40回世界遺産委員会にて正式に登録された。

## 世界遺産

### 登録基準
この世界遺産は世界遺産登録基準のうち、以下の条件を満たし、登録された（以下の基準は世界遺産センター公表の登録基準からの翻訳、引用である）。
- (8) 地球の歴史上の主要な段階を示す顕著な見本であるもの。これには生物の記録、地形の発達における重要な地学的進行過程、重要な地形的特性、自然地理的特性などが含まれる。